# Хакан Фидан
Хакан Фидан (на турски: Hakan Fidan) роден на 17 юли 1968 г. е турски военен, академик, бюрократ, дипломат и настоящ министър на външните работи на Турция. Той е член на Партията на справедливостта и развитието (ПСР) и преди това заемал поста на директор на Националната разузнавателна организация (МИТ) от 2010 до 2023 г. Към 4 юни 2023 г. той заема позицията на 42-ри министър на външните работи на Турция. Той се възприема като възможен наследник на президента Ердоган.

## Ранен живот и образование
Хакан Фидан е роден на 17 юли 1968 г. в Анкара, Турция. Той е от кюрдски произход по бащина линия. Получава степен по мениджмънт и политически науки от Глобалния кампус на университета в Мериленд. След това получава магистърска и докторска степен от университета Билкент.
Работи като подофицер в турската армия от 1986 до 2001 г. Той също така е бил член на базираната в Германия част на НАТО - Съюзнически корпус за бързо реагиране.

## Ранна кариера
Неговите предишни постове включват управление на Агенцията за сътрудничество и координация на Турция (TIKA) от 2003 до 2007 г. която се занимава с проекти за развитие в туркските и африканските страни и заместник-подсекретар в офиса на премиер-министъра от ноември 2007 г.
Той работи като съветник по сигурност за Реджеп Тайип Ердоган.
На международно ниво, Фидан заема длъжности в управлението на две специализирани агенции на Обединените нации: Международната агенция по атомна енергия (МААЕ) и Организацията за промишлено развитие на Обединените нации (ОПРО).

## Кариера в разузнаването
Фидан управлява Националната организация за разузнаване от 25 май 2010 г. до 7 февруари 2015 г. когато подава оставка от позицията си, за да се кандидатира за член на парламента с цел да представлява Партията на справедливостта и развитието. На 9 март 2015 г., точно след 30 дни, той оттегли кандидатурата си. Той бе назначен отново на позицията си след няколко часа.

## Дипломатическа кариера
На 4 юни 2023 г. той поема поста на 42-рия министър на външните работи на Турция в 67-то правителство на Турция под президентството на Реджеп Тайип Ердоган.